# لورا ایزیبور
لورا الیزابت آرابوسا ایزیبور (زاده ۱۳ مه ۱۹۸۷) یک هنرمند، موسیقی‌دان و تهیه‌کننده ایرلندی است. او در دوران دبیرستان برنده مسابقه آهنگ 2FM شد. او جوایز شهاب سنگ ۲۰۰۶ برنده شده‌است. او همچنین در آن سال در جشنواره موسیقی الکتریک پیک نیک و Music Ireland 2007 اجرا کرد. ایزیبور با آرتا فرانکلین، ایندیا آری، استل، مکسول و جان لجند همکاری داشته‌است. اولین آلبوم او، بگذار حقیقت گفته شود، در ۸ مه ۲۰۰۹ در ایرلند منتشر شد.
لورا ایزیبور در ۱۳ مه ۱۹۸۷ در دوبلین، ایرلند به دنیا آمد. او چهارمین فرزند از پنج فرزند مادری ایرلندی و پدری نیجریه ای است.

## آهنگ شناسی
- بگذار حقیقت گفته شود (۲۰۰۹)